# موريس إي. شيرر
موريس إي. شيرر (بالإنجليزية: Maurice E. Shearer)‏ هو ضابط أمريكي، ولد في 19 ديسمبر 1879 في مقاطعة ماريون في الولايات المتحدة، وتوفي في 26 يونيو 1953.